# Fritz Strassmann
Friedrich Wilhelm "Fritz" Strassmann, född 22 februari 1902 i Boppard, Tyskland, död 22 april 1980, var en tysk kemist som tillsammans med Otto Hahn 1938, identifierade barium i utfallet efter bombardemang av uran med neutroner, ett resultat som när det bekräftats, påvisade ett tidigare okänt fenomen vid kärnklyvning.

## Biografi
Strassmann började sina kemistudier 1920 vid Tekniska universitetet i Hannover och tog sin doktorsexamen 1929. Han doktorerade på en avhandling om lösligheten av jod gasformig kolsyra. Strass startade en akademisk karriär eftersom sysselsättningsläget inom den kemiska industrin var mycket sämre än vid universiteten vid den aktuella tiden. Han arbetade vid Kaiser Wilhelm-institutet för kemi i Berlin - Dahlem, från 1929. 
År 1933 lämnade han det tyska kemistsamfundet när det blev en del av ett nazistiskt styrt offentligt samfund. Han blev svartlistad, men Otto Hahn och Lise Meitner hittat en assistenttjänst för honom med halv lön. Under kriget hade han och hans hustru Maria Heckter Strassmann en gömd judisk vän i sin lägenhet i flera månader och satte sig själva och sin tre år gamla son i riskzonen.
Strass kompetens inom analytisk kemi togs tillvara av Otto Hahn och Lise Meitner i deras undersökningar av produkterna av uran som bombarderats med neutroner. I december 1938 skickade Hahn och Strassmann ett manus till Naturwissenschaften där de rapporterade att de hade upptäckt elementet barium efter att ha bombardera uran med neutroner. Frisch bekräftade detta experimentellt den 13 januari 1939.  År 1944, fick Hahn Nobelpriset i kemi för upptäckten av kärnklyvningen.
Från 1939 till 1946 medverkade Strassmann i forskning vid Kaiser-Wilhelm-institutet om klyvningsprodukter av torium, uran och neptunium. År 1946 blev han professor i oorganisk kemi vid universitetet i Mainz och 1948 chef för det nyinrättade Max Planck-institutet för kemi. Han grundade senare Institutet för kärnkemi.
År 1957 var han en av de Göttinger 18, som protesterade mot Adenauer-regeringens planer på att utrusta Bundeswehr, Västtyskland armé, med taktiska kärnvapen. År 1966 hedrade president Lyndon Johnson  Hahn, Meitner och Strass med Enrico Fermi-priset. Den Internationella astronomiska unionen har namngett en asteroid efter honom: 19136 Strass.